# Hugh MacDiarmid
Hugh MacDiarmid, pseudonimo di Christopher Murray Grieve (Crìsdean Mac a 'Ghreidhir in gaelico scozzese) (Langholm, 11 agosto 1892 – Edimburgo, 9 settembre 1978), è stato un poeta scozzese del XX secolo.
Ha guidato il Rinascimento scozzese (un movimento culturale dell'inizio del XX secolo) ed è probabilmente il più importante poeta scozzese dai tempi di Robert Burns.
Ha partecipato alla creazione della versione scozzese del modernismo. Insolitamente per una prima generazione di modernisti, era un comunista. Insolitamente per un comunista, era un nazionalista scozzese. Scrisse sia in inglese che in scots letterario (spesso chiamato lallan).

## Biografia e attività poetica
La famiglia Grieve viveva in un appartamento sopra la Biblioteca della città di Langholm, che ha suscitato l'interesse di MacDiarmid per la letteratura. Inizialmente voleva fare l'insegnante e ha fatto un apprendistato a Edimburgo, ma ha poi lavorato come giornalista per i giornali locali in Scozia e Galles.
Nel 1915 si unì al Royal Army Medical Corps, per il quale prestò servizio in Grecia e Francia. Durante questo periodo, ha espresso le sue prime ambizioni letterarie. Nel 1918 contrasse la malaria e tornò in Scozia. Lì ha lavorato di nuovo come giornalista; negli anni '20 viveva a Montrose, dove non era solo il principale reporter del giornale, ma lavorava anche per l'Arbitrato e l'amministrazione della contea.
Il suo crescente interesse per un Rinascimento della cultura scozzese - e la sua indipendenza a fianco di quella inglese - andarono di pari passo con le sue prime attività poetiche e, in definitiva, un intero movimento culturale, il Rinascimento scozzese. MacDiarmid, come si chiamava dagli anni '20, pubblicò un'antologia con poesie, una rivista letteraria e nel 1925 il suo primo volume di poesie sugli scozzesi, Sangshaw. L'anno seguente - anche sullo scots - seguì A Drunk Man Looks the Thistle, una lunga poesia modernista che esamina la situazione culturale, politica e metafisica della Scozia. È considerato il suo Magnum Opus.
Trascorse gli anni '30 con la sua seconda moglie a Whalsay, dove continuò a scrivere, facendo campagne per il Rinascimento scozzese e la lingua gaelica scozzese, e ricominciò l'uso della lingua inglese in saggi e testi teorici su politica, scienza, filosofia. Divenne sempre più politicamente attivo per rappresentare le sue posizioni socialiste, scozzesi e internazionaliste. Nel 1928 fu co-fondatore del Partito Nazionale di Scozia, predecessore del Partito Nazionale Scozzese. Nel 1964 fu candidato del Partito Comunista di Gran Bretagna per la carica di primo ministro alle elezioni generali.
Lui e sua moglie hanno trascorso gli ultimi 27 anni della loro vita in modeste circostanze al Brownsbank Cottage nel Lanarkshire Meridionale, che ora è un museo e centro di scrittori. Nel 1974 divenne professore alla Royal Scottish Academy, nel 1978 presidente della Poetry Society.

## Opere e pubblicazioni

### Poesie
- Sangschaw (1925)
- Penny Wheep (1926)
- A Drunk Man Looks at the Thistle (1926)
- The Lucky Bag (1927)
- To Circumjack Cencrastus (1930)
- First Hymn to Lenin and Other Poems (1931)
- Second Hymn to Lenin (1932)
- Scots Unbound and Other Poems (1933)
- Stony Limits and Other Poems (1934)
- The Birlinn of Clanranald (1936)
- Second Hymn to Lenin and Other Poems (1937)
- Speaking for Scotland: Selected Poems of Hugh MacDiarmid (1946)
- Poems of the East-West Synthesis (1946)
- A Kist of Whistles (1947)
- In Memoriam James Joyce (1955)
- Three Hymns to Lenin (1957)
- The Battle Continues (1958)
- The Kind of Poetry I Want (1961)
- Collected Poems (1962)
- Poems to Paintings by William Johnstone 1933 (1963)
- A Lap of Honour (1967)
- Early Lyrics (1968)
- A Clyack-Sheaf (1969)
- More Collected Poems (1970)
- Selected Poems (1971)
- The Hugh MacDiarmid Anthology: Poems in Scots and English (1972)
- Dìreadh (1974)
- The Complete Poems of Hugh MacDiarmid Volume 1 & 2 (1978)

### Lettere
- Bold, Alan. The Letter of Hugh MacDiarmid
- Kerrigan, Catherine. The Hugh MacDiarmid-George Ogilvie Letters
- Wilson, Susan R. The Correspondence Between Hugh MacDiarmid and Sorley MacLean

Vedi anche:
- Manson, John. Dear Grieve: Letters to Hugh MacDiarmid (C. M. Grieve)
- Junor, Beth. Scarcely Ever Out of My Thoughts: The Letters of Valda Trevlyn Grieve to Christopher Murray Grieve (Hugh MacDiarmid)

### Antologie a cura di MacDiarmid
- The Golden Treasury of Scottish Poetry (1940)

### Altro
- Annals of the Five Senses (1923)
- A Plea for Scottish Fascism (1923)
- A Program for Scottish Fascism (1923)
- Contemporary Scottish Studies (1926-)
- Scottish Scene (1934) (collaboration with Lewis Grassic Gibbon)
- Scottish Eccentrics (1938)
- The Islands of Scotland (1939)
- Lucky Poet (1943)
- The Company I've Kept (1966)
- The Uncanny Scot (1968) [5]